# Ipomoea imperati
Ipomoea imperati är en vindeväxtart som först beskrevs av Vahl, och fick sitt nu gällande namn av Grisebach. Ipomoea imperati ingår i släktet praktvindor, och familjen vindeväxter. Inga underarter finns listade i Catalogue of Life.

## Bildgalleri

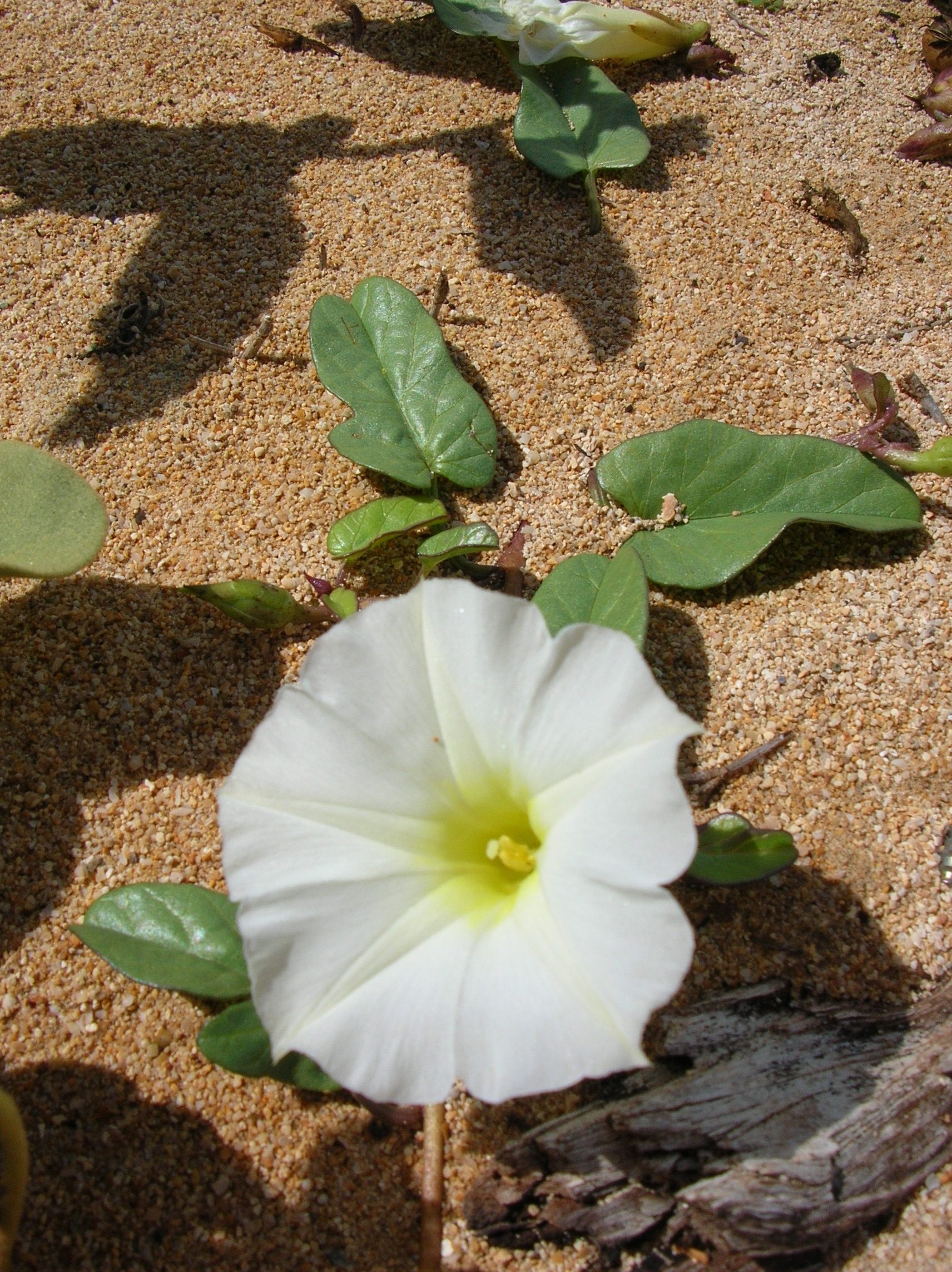
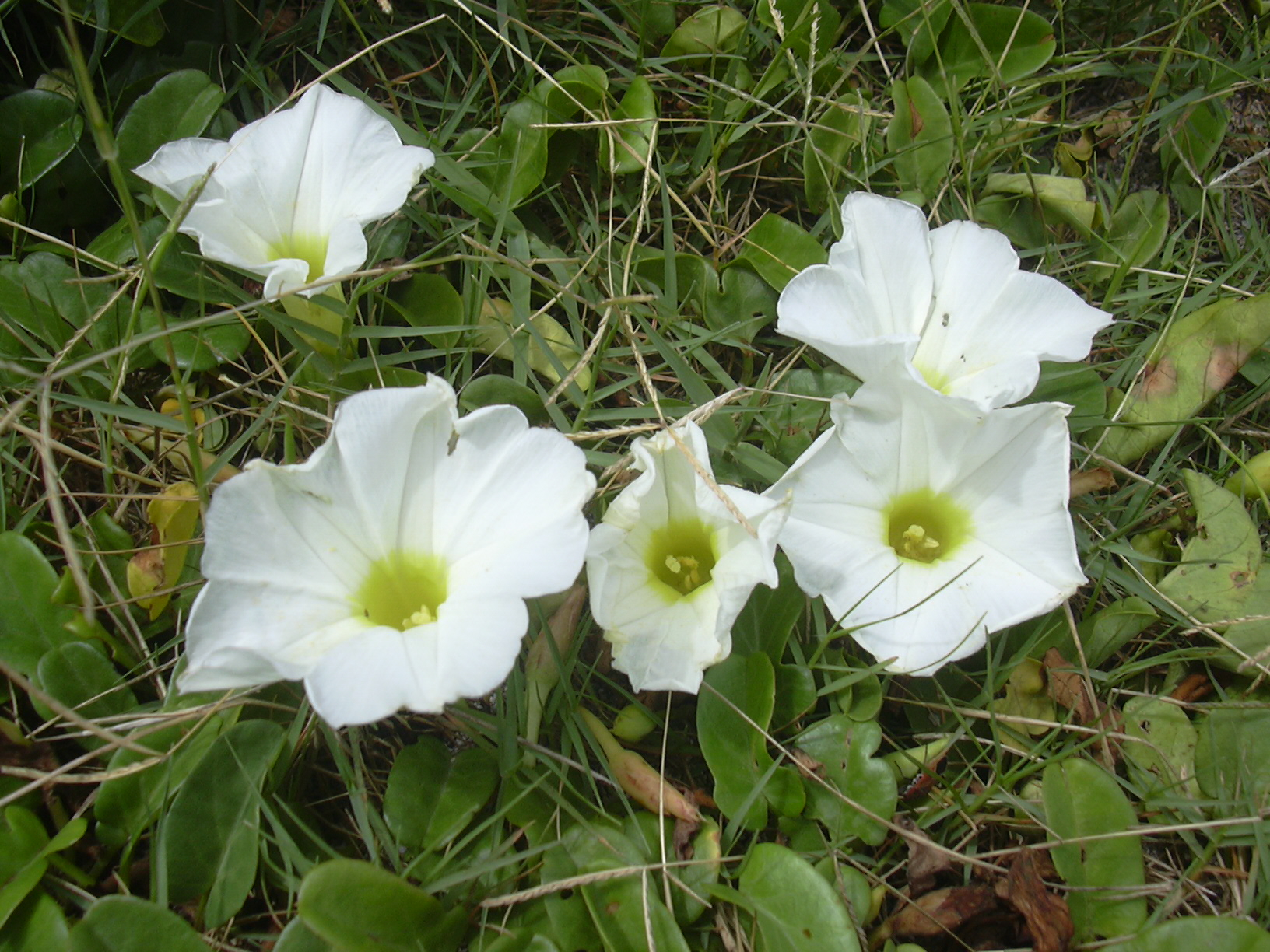
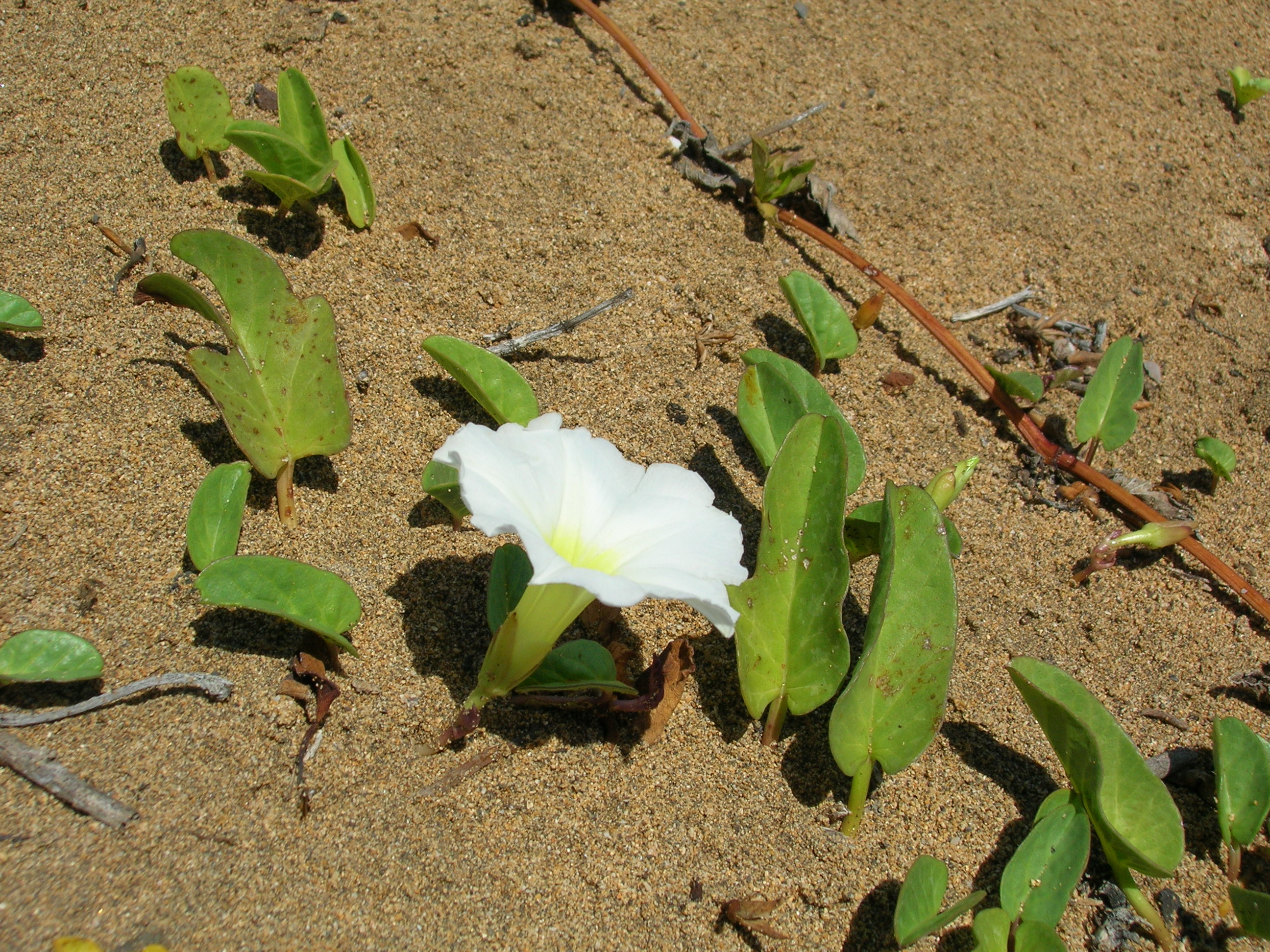
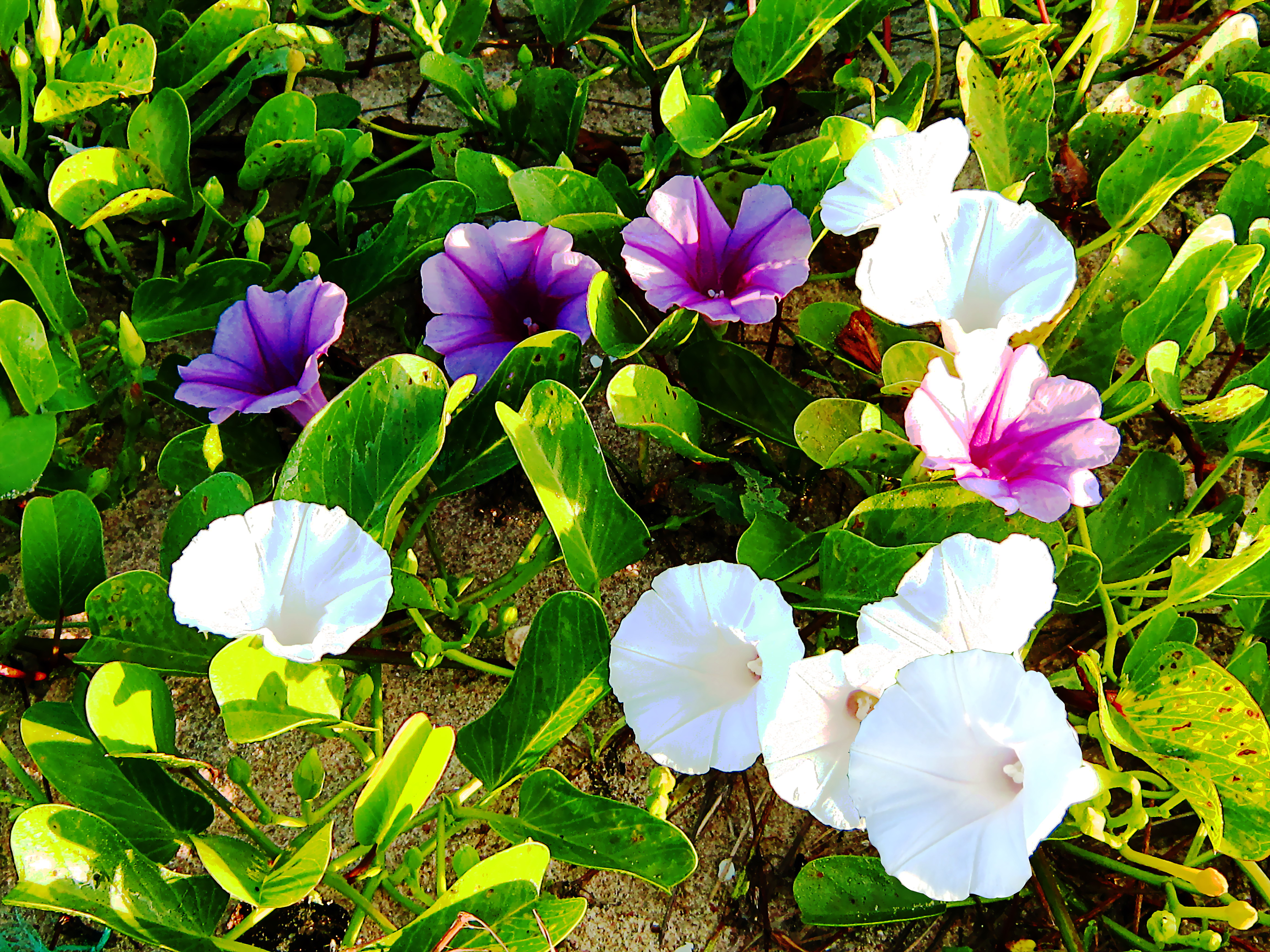
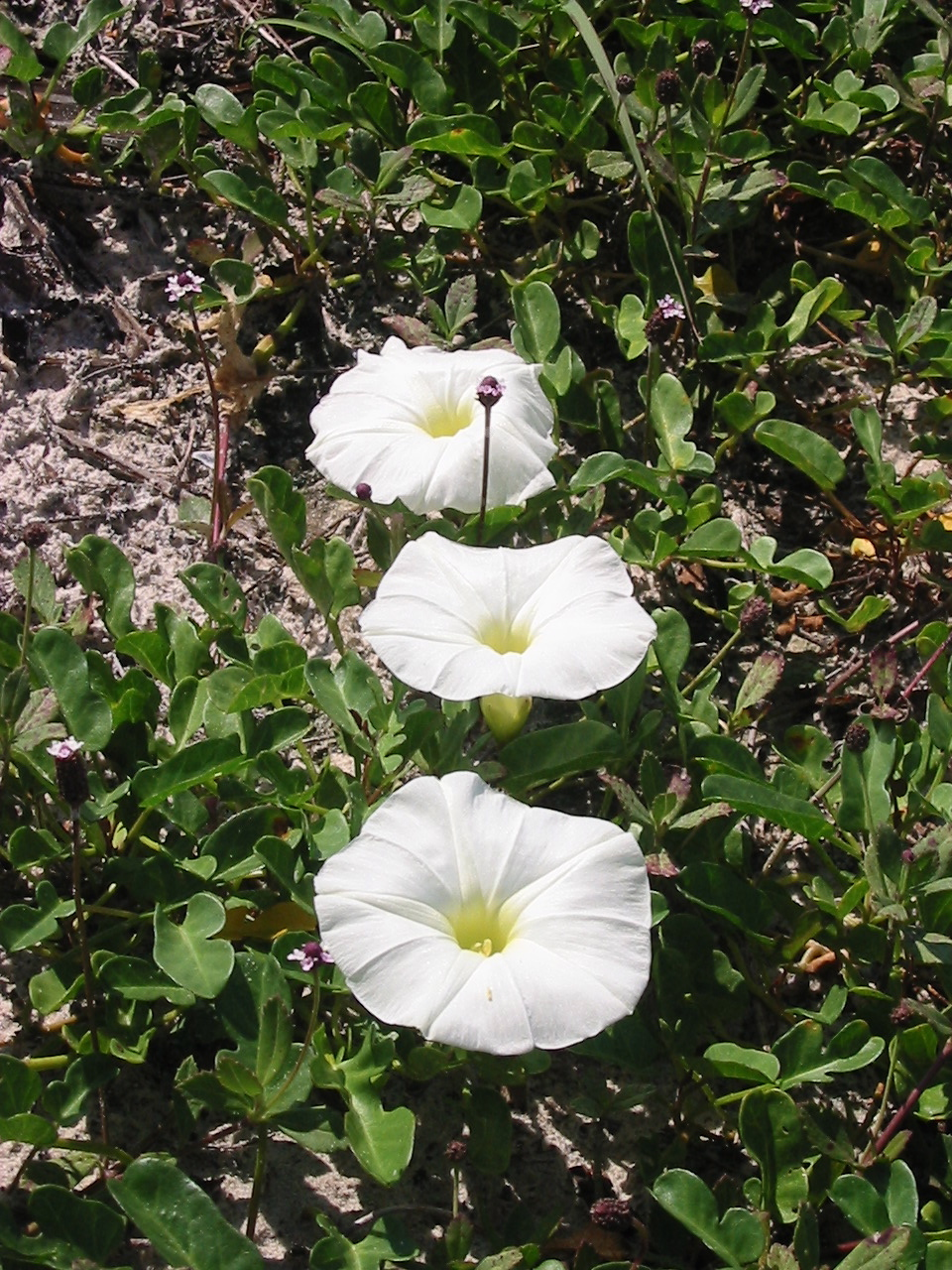